# Вільянуева-дель-Ріо-Сегура
Вільянуева-дель-Ріо-Сегура (ісп. Villanueva del Río Segura) — муніципалітет в Іспанії, у складі автономної спільноти Мурсія. Населення — 2354 особи (2010).
Муніципалітет розташований на відстані близько 330 км на південний схід від Мадрида, 23 км на північний захід від Мурсії.
На території муніципалітету розташовані такі населені пункти: (дані про населення за 2010 рік)
- Агуа-Амарга: 12 осіб
- Нуестра-Сеньйора-Асунсьйон: 194 особи
- Каньяда-де-Картін: 5 осіб
- Вірхен-дель-Кармен: 764 особи
- Фуенте-Морра: 25 осіб
- Барріо-де-Сан-Роке: 403 особи
- Вільянуева-дель-Ріо-Сегура: 951 особа

## Демографія
Динаміка населення (INE ):

## Галерея зображень

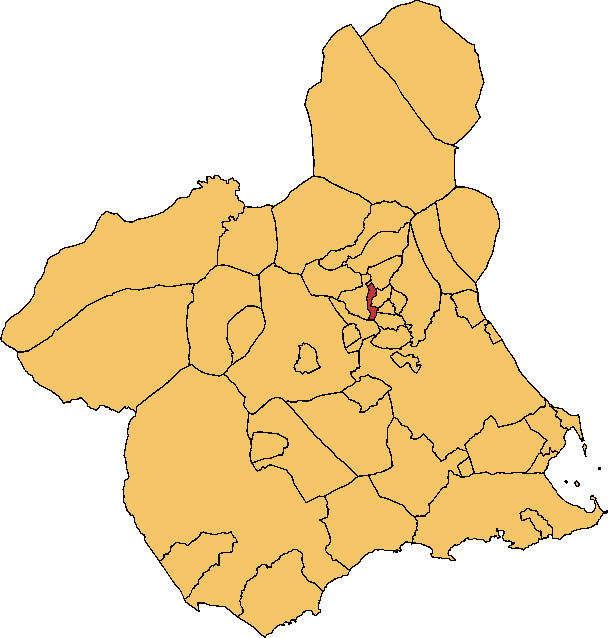
Розташування муніципалітету у провінції Мурсія
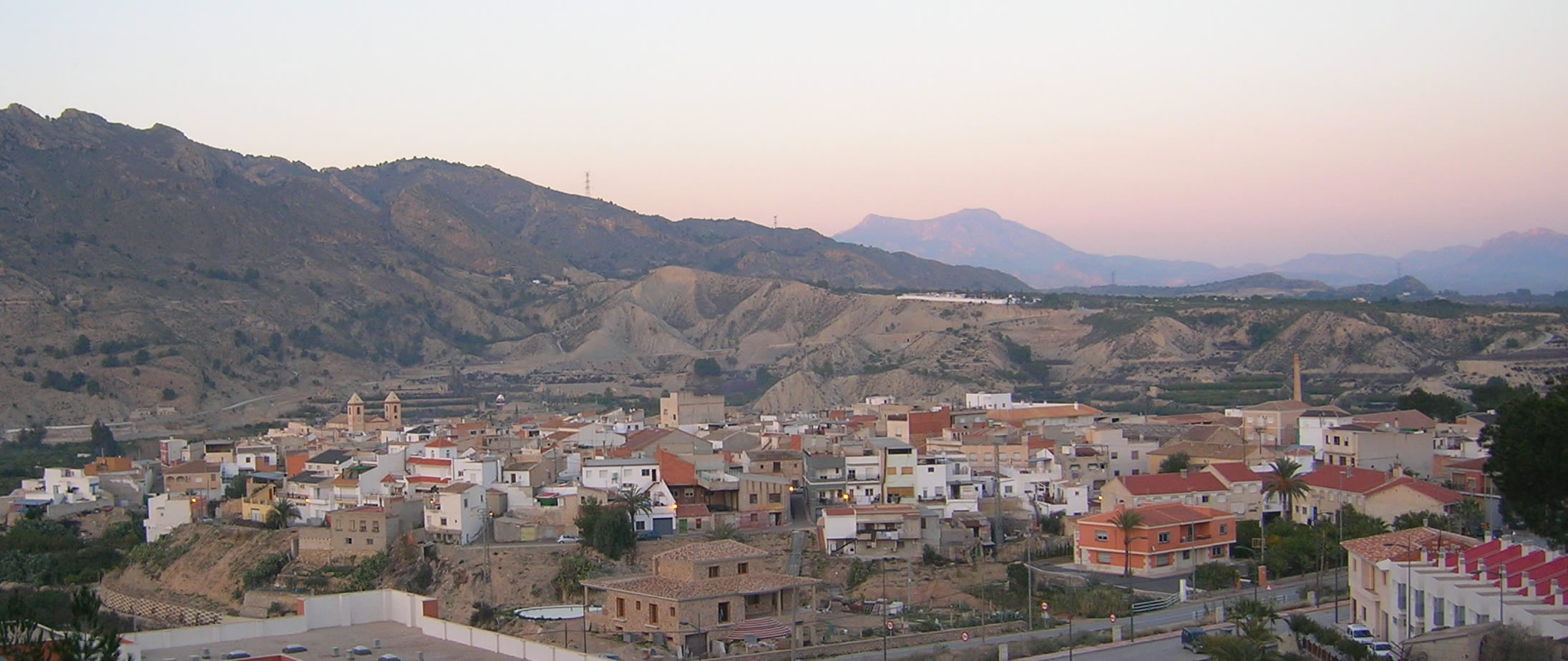
Вільянуева-дель-Ріо-Сегура